# Hans Carossa

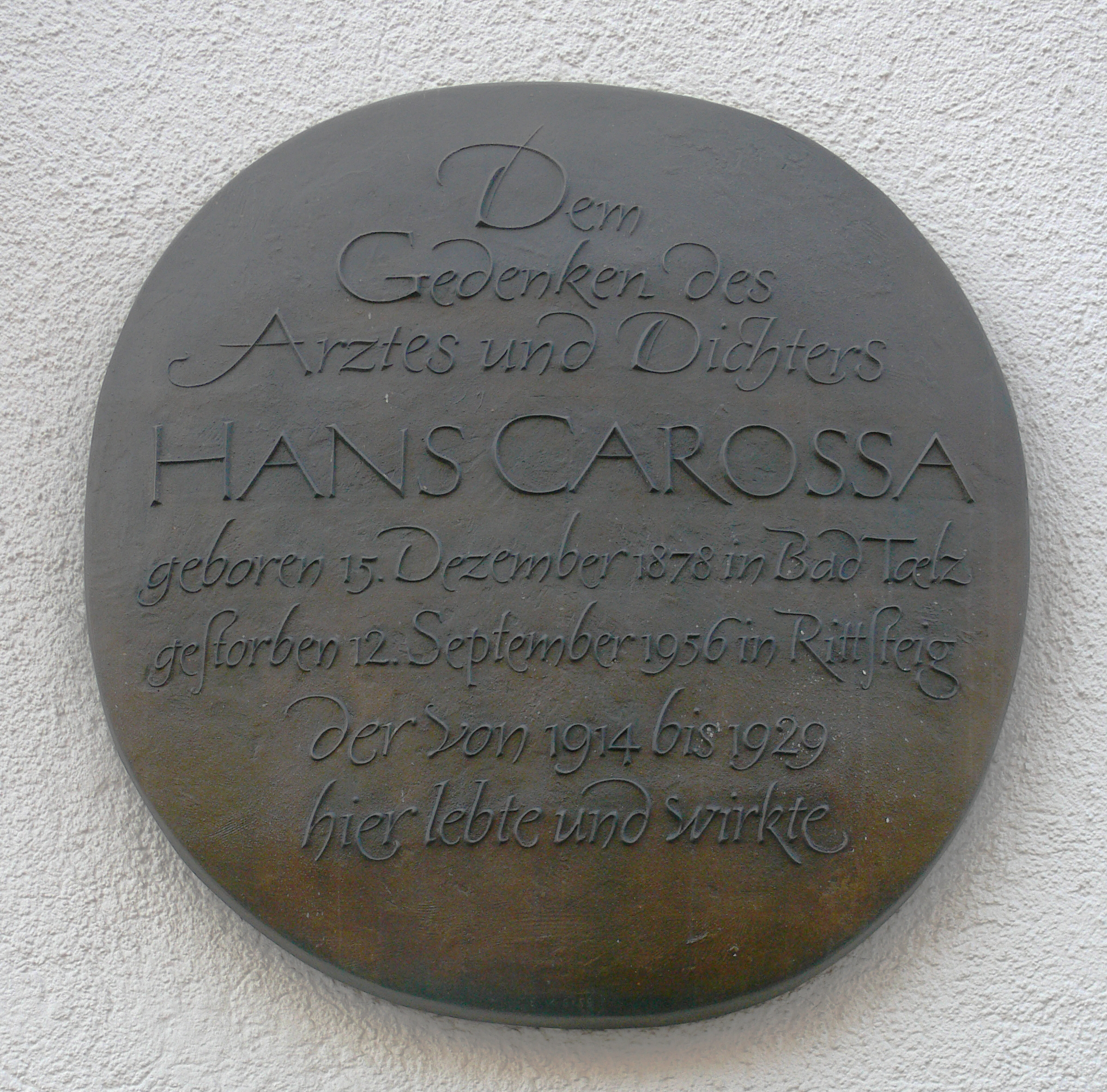

Hans Carossa (Bad Tölz, 15 dicembre 1878 – Rittsteig, 12 settembre 1956) è stato uno scrittore e poeta tedesco.

## Biografia

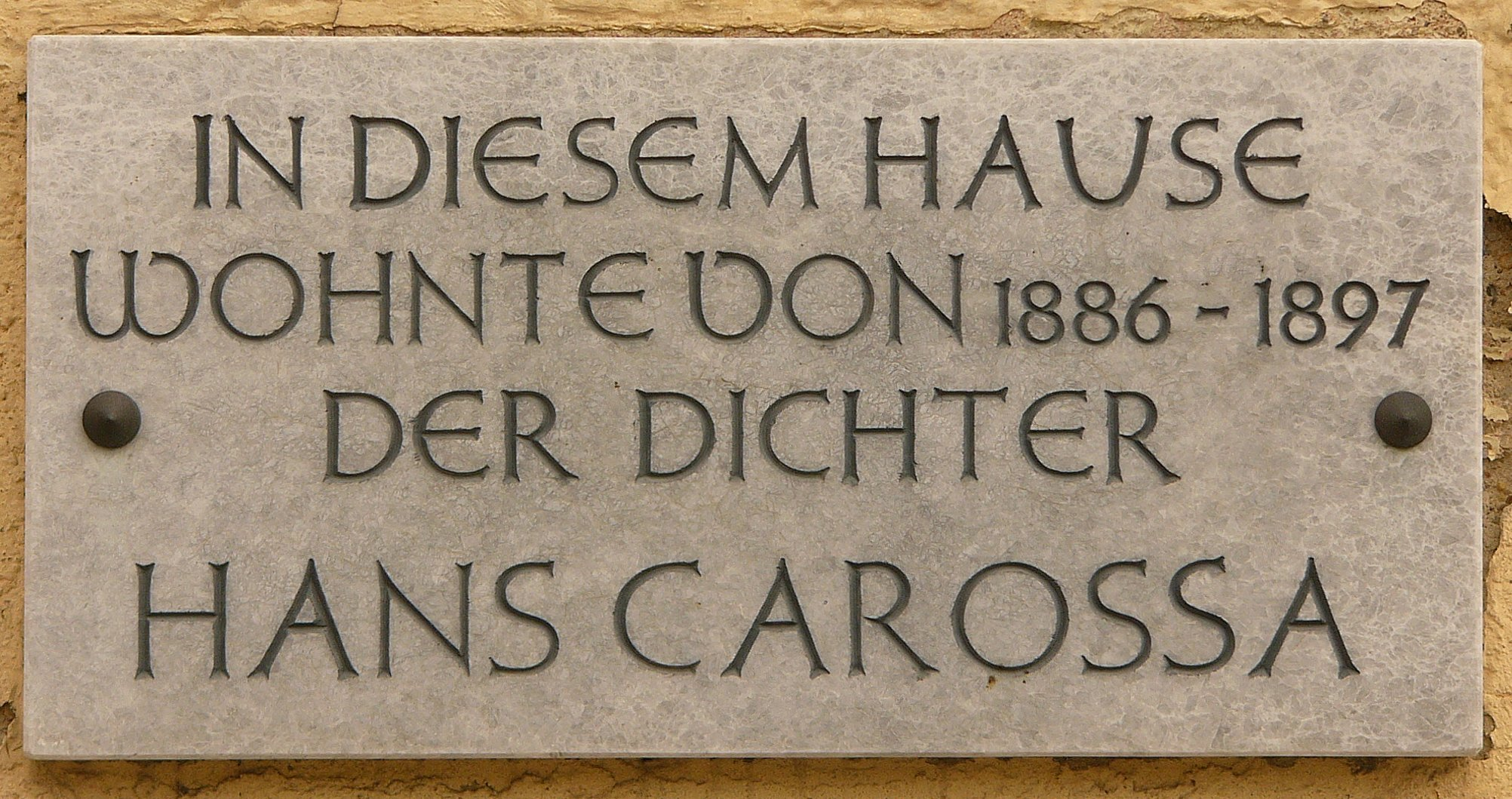
Targa commemorativa sulla casa in Marktplatz 36 a Pilsting

Nacque in Baviera, in una famiglia cattolica di origine savoiarda, che da tre generazioni 
praticava la professione di medico.
Il suo percorso studentesco iniziò presso la Volksschule in Pilsting, proseguì con il Gymnasium in Landshut, e si concluse con l'Università Hochschule a Monaco di Baviera.
Studiò medicina complessivamente in tre diverse università, oltre a Monaco, a Würzburg e a Lipsia, anche se già in questo periodo trascorse gran parte del suo tempo nei circoli letterari.
Nel 1906 incominciò la pratica medica e contemporaneamente anche quella letteraria.
La sua prima pubblicazione fu il poema intitolato Stella Mystica, apparso nel 1907, che contiene già uno dei temi ricorrenti presenti nelle opere di Carossa, ossia la vittoria del potere della luce sull'oscurità. In questa opera di esordio fu rilevante l'influenza di Richard Dehmel e Frank Wedekind proprio nell'anno in cui il pontefice Pio X redasse l'enciclica Pascendi Dominici gregis contenente una forte condanna nei confronti del modernismo artistico.
Negli anni seguenti lo scrittore fu dibattuto sulla scelta professionale di vita e seguendo l'esempio del suo grande idolo Goethe, scrisse Doktor Bürgers Ende ("La fine del dottor Bürger") nel 1913, che presentò alcune somiglianze con I dolori del giovane Werther. Grazie a questa opera, Carossa si mise in luce agli occhi della critica per le sue doti come prosatore.
Partecipò alla prima guerra mondiale sul fronte franco-tedesco e in quegli anni maturò tre opere autobiografiche: Eine Kindheit ("Infanzia") pubblicata nel 1922, Rumänisches Tagebuch ("Diario rumeno") del 1924 e Verwandlungen einer Jugend ("Metamorfosi di una giovinezza") del 1928.
L'opera che consacrò Carossa risultò Arzt Gion ("Il medico Gion") del 1931, un lavoro che rispecchiò la maturità e una ventata di ottimismo non corrispondente agli sviluppi politici europei.
Tra le opere successive si ricordano il saggio Führung und Geleit ("Guide e compagni") del (1933), dedicato agli scrittori prediletti da Carossa e le Note sull'Italia del 1948.
Durante la sua carriera ottenne vari riconoscimenti e premi inclusi il Gottfried Keller Prize nel 1931, e il Goethe Prize nel 1938. Dal 1942 è stato presidente dell'Unione Europea degli Scrittori.
La sua carriera di scrittore non può essere valutata compiutamente se la si estranea dal contesto letterario tedesco, nel quale la figura dell'autore-scienziato appare diffusa e apprezzata. Carossa affrontò con brillantezza la dicotomia fra il duro e faticoso mestiere di medico, anche di guerra, e l'evasione, la fantasia che la scrittura consente di sviluppare.

## Opere tradotte in italiano
- Eine Kindheit, 1922 (trad. di Bonaventura Tecchi, Adolescenza, Milano: Mondadori, 1935)
- Die Schicksale Doktor Bürgers, 1930 (trad. di Leone Traverso, I casi del Dr. Burger, Modena: Guanda, 1943; con il titolo I casi del dottor Burger, Firenze: Passigli, 1993 con prefazione di Italo Alighieri Chiusano)
- Der Arzt Gion, 1931 (trad. di Giacomo Prampolini, Il medico Gion, Milano: Sperling & Kupfer, 1933)
- Führung und Geleit, 1933 (Guide e compagni, Milano: A. Mondadori, 1935)
- Geheimnisse des reifen Lebens, 1936 (trad. di C. Baseggio, Segreti dell'età matura, Milano: A. Martello, 1952)
- Tagebuch im Kriege, 1938 (trad. di Anita Rho, Diario di guerra, Milano: Sperling & Kupfer, 1941)
- Das Jahr der schönen Täuschungen, 1941 (trad. di Anita Rho, L'annata dei cari inganni, Milano: A. Mondadori, 1944)
- Dieci poesie, trad. di Luciano Budigna, Milano: All'insegna del pesce d'oro, 1947